# Sonja Goslicki

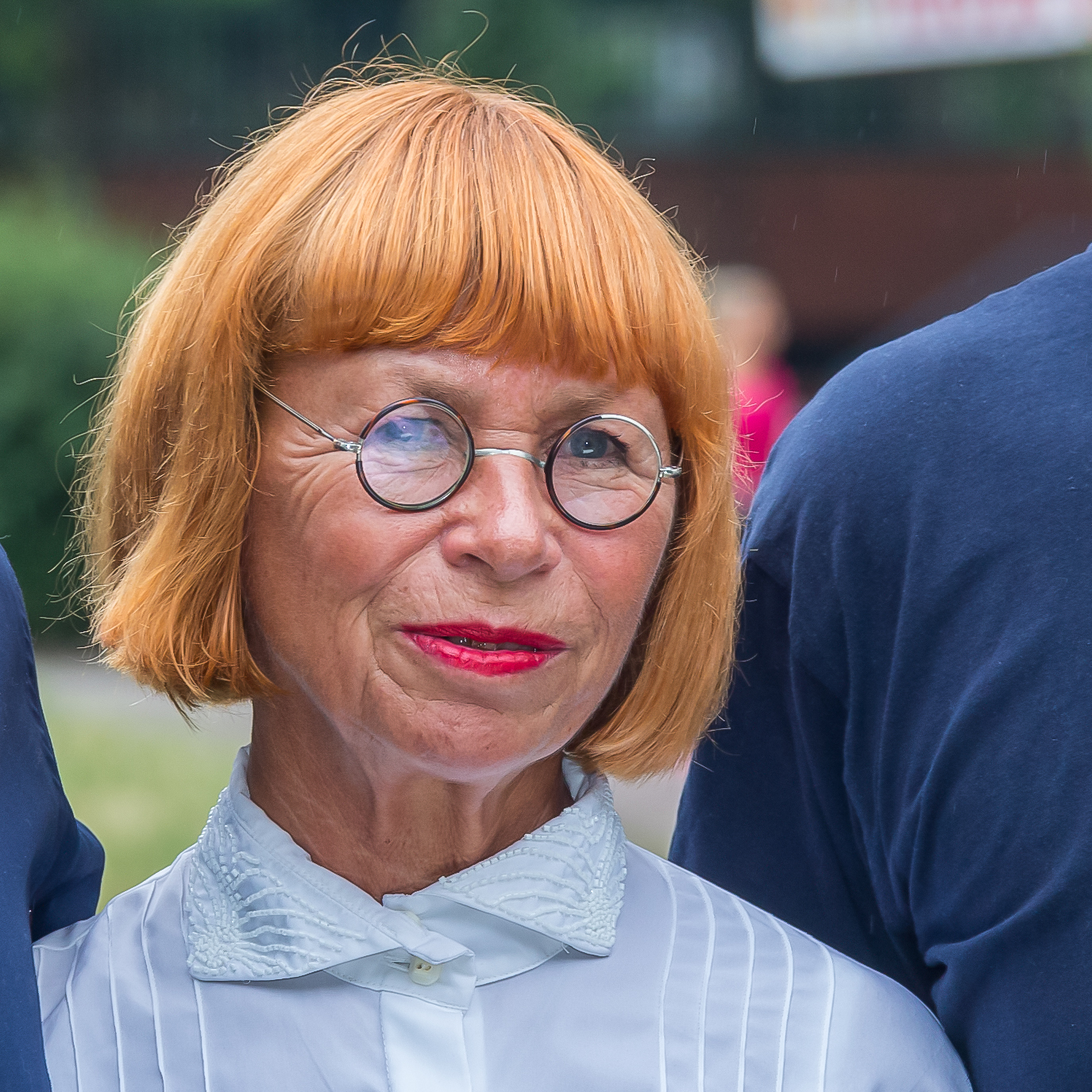
Sonja Goslicki, 2015

Sonja Goslicki ist eine deutsche Filmproduzentin und Dramaturgin.

## Leben
Goslicki studierte Theaterwissenschaften in Leipzig. Nach ihrem Studium arbeitete sie in Senftenberg als Schauspiel- und Operndramaturgin im Theater der Bergarbeiter. Danach arbeitete sie 16 Jahre für den Deutschen Fernsehfunk, wo sie an den Fernsehreihen Polizeiruf 110 und Der Staatsanwalt hat das Wort u. a. als Produzentin und Dramaturgin mitwirkte.
Nach der Wende war sie zunächst Redakteurin beim Saarländischen Rundfunk. Für Bavaria Film arbeitete Sonja Goslicki an einer Staffel der Reihe Marienhof.  Seit 1994 arbeitet sie als Produzentin für die Colonia Media Filmstudios, einer Tochterfirma von Bavaria Film und produzierte dort  u. a. die Reihe Tatort für den WDR. Im Jahr 2019 beendete sie ihre Tätigkeit als Produzentin und verabschiedete sich in den Ruhestand.

## Filmografie (Auswahl)
- 1987: Polizeiruf 110: Die alte Frau im Lehnstuhl (Dramaturgie)
- 1987: Polizeiruf 110: Unheil aus der Flasche (Dramaturgie)
- 1988: Polizeiruf 110: Ihr faßt mich nie! (Dramaturgie)
- 1989: Polizeiruf 110: Unsichtbare Fährten (Dramaturgie)
- 1997: Winterkind
- 1997–2011: Schimanski
- 1999: Dunkle Tage
- 2001: Tatort: Kindstod
- 2003: Mein Vater
- 2003: Karamuk
- 2003: Tatort: Dreimal schwarzer Kater
- 2004: Tatort: Verraten und verkauft
- 2005: Tatort: Der Frauenflüsterer
- 2005: Tatort: Der doppelte Lott
- 2006: Als der Fremde kam
- 2007: Tatort: Ruhe sanft!
- 2008: Tatort: Verdammt
- 2008: Guter Junge
- 2008: Meine fremde Tochter
- 2010: Zivilcourage
- 2010: Tatort: Kaltes Herz
- 2011: Tatort: Unter Druck
- 2011: Schimanski: Schuld und Sühne
- 2011: Kehrtwende
- 2011: Nacht ohne Morgen
- 2012: Jahr des Drachen
- 2013: Tatort: Summ, Summ, Summ
- 2013: Tatort: Scheinwelten
- 2014: Tatort: Franziska
- 2014: Tatort: Der Hammer
- 2015: Tatort: Hydra
- 2015: Tatort: Dicker als Wasser
- 2015: Tatort: Erkläre Chimäre
- 2016: Tatort: Ein Fuß kommt selten allein
- 2018: Tatort: Bausünden
- 2018: Tatort: Tollwut
- 2018: Tatort: Schlangengrube
- 2019: Tatort: Kaputt
- 2019: Tatort: Väterchen Frost